# خداحافظ بناپارت
خداحافظ بناپارت (عربی: وداعا بونابرت) یک فیلم به کارگردانی یوسف شاهین است که در سال ۱۹۸۵ منتشر شد. از بازیگران آن می‌توان به پاتریس شرو، صلاح ذوالفقار، جمیل راتب، و میشل پیکولی اشاره کرد. 